# Eminem
Eminem, właśc. Marshall Bruce Mathers III (ur. 17 października 1972 w St. Joseph) – amerykański raper, producent muzyczny, producent filmowy, autor tekstów piosenek, aktor, filantrop oraz businessman. 
Jest jednym z najlepiej sprzedających się artystów na świecie oraz najlepiej sprzedającym się artystą pierwszej dekady XXI wieku. Dwutygodnik „Rolling Stone” sklasyfikował go na 83. miejscu na liście 100 najlepszych artystów wszech czasów. Ten typ magazyn nazwał Eminema „Królem Hip Hopu”. Wliczając twórczość z D12 oraz Bad Meets Evil, Eminem osiągnął 10 albumów nr 1 na listach Billboard 200. Raper sprzedał ponad 240 milionów płyt na całym świecie. Jest jednocześnie dzięki temu na szczycie listy najlepiej sprzedających się raperów.
Były członek amerykańskiej grupy hiphopowej D12 oraz część duetu hiphopowego z Detroit – Bad Meets Evil, który tworzy wraz z Royce da 5'9". Piętnastokrotny zdobywca Nagrody Grammy oraz laureat Oscara. W 2022 wprowadzony do Rock and Roll Hall of Fame.
W 1996, jako undergroundowy raper, Eminem wydał swój debiutancki solowy album Infinite. Album został źle przyjęty przez krytyków i bardzo źle się sprzedawał. Marshall Mathers zyskał światową sławę w 1999 za sprawą swego debiutanckiego albumu dla dużej wytwórni – The Slim Shady LP, za ten album otrzymał również swoją pierwszą Nagrodę Grammy za Najlepszy album Rap. Następne dwie płyty, The Marshall Mathers LP z 2000 oraz The Eminem Show z 2002 przyniosły mu dwie kolejne Grammy za Najlepsze albumy Rap, czyniąc go pierwszym artystą który otrzymał 3 Grammy za 3 kolejne albumy. Eminem otrzymał jeszcze czwartą statuetkę Grammy za swój czwarty z rzędu album Encore wydany w 2004. Po trasie koncertowej w 2005 Eminem przerwał swoją karierę. Powrócił po 4-letniej przerwie, wydając w maju 2009 album Relapse. W 2010 wydał siódmy studyjny album zatytułowany Recovery. Recovery okazał się światowym sukcesem, i został najlepiej sprzedającym się albumem 2010,
dołączając tym samym do The Eminem Show, który sprzedał się najlepiej w 2002. Eminem również otrzymał Nagrodę Grammy za Relapse i Recovery, łącznie w karierze ma ich już 13. Eminem wydał swój ósmy studyjny album, The Marshall Mathers LP 2 5 listopada 2013. W 2017 cztery lata po poprzednim albumie światło dzienne ujrzał dziewiąty longplay rapera pt. Revival. Wśród gości na nim można wymienić Beyoncé, Eda Sheerana czy Skylar Grey i jest to pierwsza płyta Marshalla bez udziału innego rapera. Za produkcję albumu odpowiadał Rick Rubin, Illa da Producer czy Alex da Kid.
W 2018, jako pierwszy album Eminema wydany bez żadnej zapowiedzi ukazał się Kamikaze. Za jeden z singli nagrany z Joynerem Lucasem pt. "Lucky You" otrzymał nominację do nagrody Grammy.
W 2020, tak jak poprzedni album bez zapowiedzi wyszedł longplay pt. Music to Be Murdered By zainspirowany albumem, który o tym samym tytule nagrał znany reżyser filmowy Alfred Hitchcock.
Raper zajął się też innymi przedsięwzięciami, m.in. założył własną wytwórnię Shady Records wraz ze swoim menedżerem Paulem Rosenbergiem. Slim posiada również własną stację radiową Shade45. Eminem rozpoczął karierę aktorską w 2002, grając główną rolę w hiphopowym dramacie 8. Mila. Za utwór przewodni do filmu, pt. „Lose Yourself” otrzymał Oscara, stając się pierwszym raperem w historii, który zdobył tę nagrodę. Eminem ma na swoim koncie również kilka ról epizodycznych w The Wash: Hiphopowa myjnia, Funny People oraz w telewizyjnym serialu Ekipa.

## Wczesne życie
Marshall Mathers III urodził się 17 października 1972 w Saint Joseph. Jego matką była Deborah Nelson Mathers-Briggs (1955-2024), a ojcem Marshall
Mathers Jr. (1951-2019). Eminem ma szkockie, angielskie, niemieckie, szwajcarskie korzenie. Jego ojciec zostawił rodzinę i odrzucił wszystkie próby nawiązania kontaktu z nim. Gdy Marshall miał półtora roku, dorastał wyłącznie z matką w skrajnym ubóstwie. Gdy miał 12 lat wraz z matką przeprowadzili się na przedmieścia Detroit, w okolice 8 Mili.
W młodości był terroryzowany przez grupę szkolnych chuliganów. Został dotkliwie pobity, co skończyło się krwotokiem z uszu i śpiączką. Wówczas w szpitalu spędził 10 dni. Po tym wydarzeniu matka zdecydowała, że przeprowadzą się do Kansas.
Marshall Mathers zaczął interesować się hip-hopem mając 14 lat za sprawą albumu Licensed to Ill zespołu Beastie Boys oraz ścieżki dźwiękowej filmu Reckless skomponowanej przez Ice-T, którą dostał od swojego wujka Ronniego. Rapował amatorsko pod pseudonimem „M&M”. W szkole średniej Lincoln High School jak i Osborn High School brał udział w bitwach na słowa, tj. freestyle'u. Pomimo iż w tej branży przeważali głównie Afroamerykanie, Marshall Mathers zdobył uznanie podziemnych odbiorców hip-hopu. Po dwukrotnym powtórzeniu dziewiątej klasy ze względu na wagary i negatywne oceny, w wieku 17 lat został wyrzucony ze szkoły.
W 1991 wujek Eminema, Ronald Dean Polkinghorn popełnił samobójstwo. Ku jego pamięci Eminem wytatuował sobie na lewym ramieniu napis „Ronnie R.I.P.”. O zmarłym wujku Eminem wspomina w utworach „Stan”, „Cleanin’ Out My Closet”, „My Dad's Gone Crazy”, „How Come”.

## Kariera muzyczna

### 1988–1996: Początki kariery,Infinite
W 1988 Mathers początkowo należał do wytwórni FBT Productions, kierowanej przez braci Jeffa i Marka Bassów. Przez pewien czas posiadał również słabo płatną pracę, jaką było gotowanie i zmywanie w restauracji Gilbert’s Lodge w St. Clair Shores. W 1995 nagrał demo Soul Intent. W 1996 jego debiutancki album Infinite, który nagrany został w Bassmint Studio, należącym do Bass Brothers, został wydany przez ich wytwórnię Web Entertainment. Tematy jakie w nim poruszył to głównie jego walka o utrzymanie swojej nowo narodzonej córeczki Haillie Jade Scott, podczas gdy posiadał niewielkie fundusze ledwo wystarczające na utrzymanie samego siebie, oraz jego silne pragnienie by stać się bogatszym. Na początku swojej kariery Eminem współpracował z innym MC z Detroit Royce da 5'9", pod pseudonimem Bad Meets Evil. Problemy osobiste po wydaniu Infinite, nadużywanie alkoholu i narkotyków, a także śmierć wujka, doprowadziły do nieudanej próby samobójczej.
Wraz z wydaniem minialbumu The Slim Shady EP Mathers został oskarżony o naśladowanie stylu i tematyki podziemnego rapera Cage’a.
Jimmy Iovine, prezes Interscope Records, poprosił o demo Eminema po tym, jak zajął on drugie miejsce na olimpiadzie freestyle’owej Rap Olympics w Los Angeles. Eminem wygrał także Wake Up Show's Freestyle Performer Of The Year co pomogło mu zdobyć kontrakt. Iovine puścił taśmę demo Eminema producentowi muzycznemu Dr. Dre, założycielowi Aftermath Entertainment. Pewnego dnia Dre skontaktował się z Marshallem i umówili się na spotkanie. Eminem wymyślił swoje alter ego i wybrał pseudonim Slim Shady. Przychodząc na spotkanie do wytwórni ubrany był w żółtą bluzę. Miał również blond włosy, „Wyglądał wtedy jak ptaszek Tweety” – śmieje się Dr. Dre. „Nigdy nie pracowało mi się z nikim tak dobrze” – powiedział Dre, dodając „Chyba że ze Snoop Doggiem”. Obaj zaczęli nagrywanie utworów na nadchodzący debiutancki album Eminema z wytwórnią Aftermath, The Slim Shady LP. Eminem pojawił się również gościnnie na albumie Devil Without a Cause Kid Rocka.

### 1997–1999:The Slim Shady LP

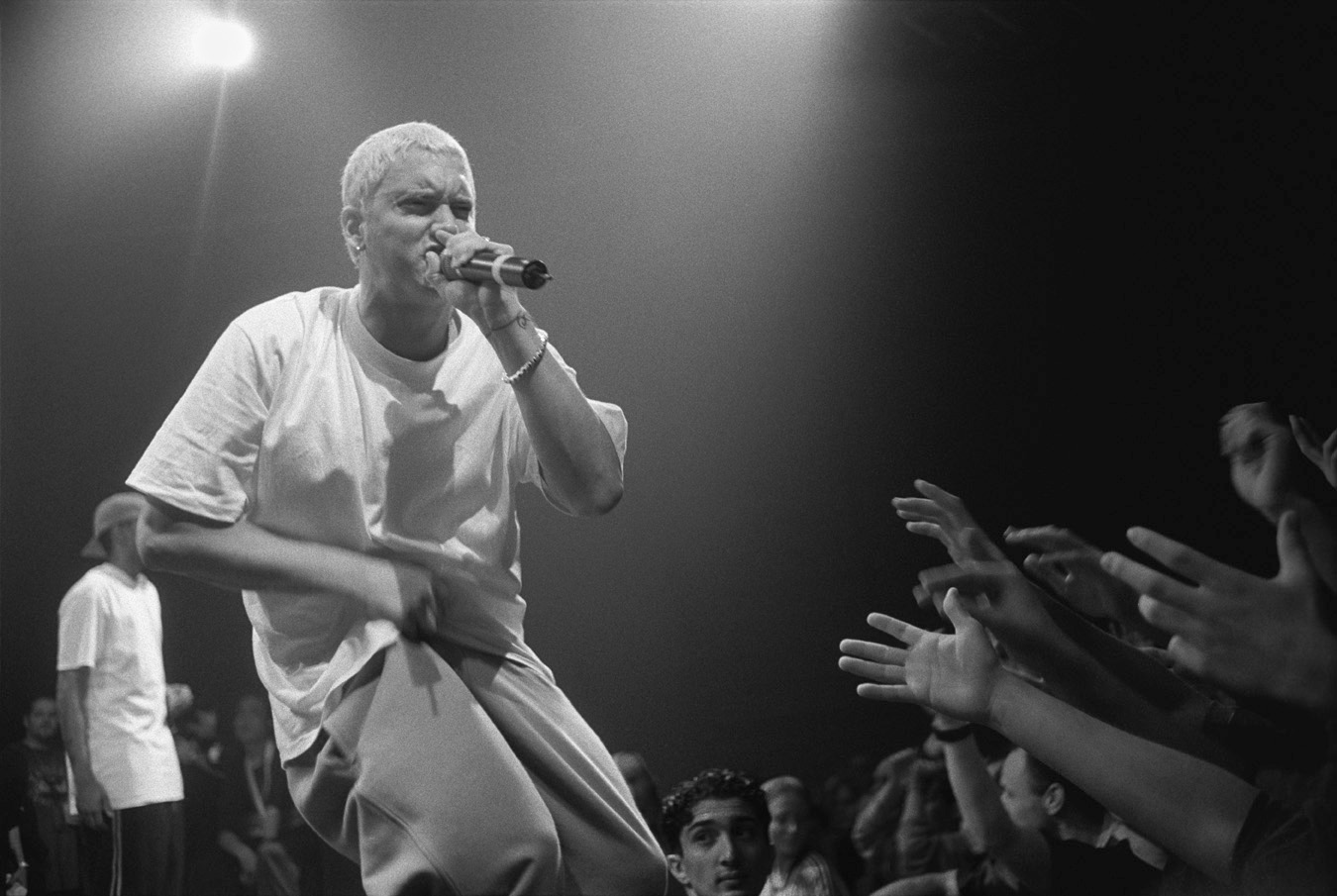
Eminem w Niemczech w 1999 roku

Według magazynu Billboard, w tym momencie życia Eminema „realizowanie swoich muzycznych ambicji było jedynym sposobem, żeby uciec od szarego, nieszczęśliwego dotychczas życia”. Po podpisaniu kontraktu z wytwórnią Aftermath Entertainment/Interscope Records w 1998, Eminem wydał swój pierwszy studyjny album pt. The Slim Shady LP dla dużej wytwórni. W dużym stopniu oparty na produkcji Dr. Dre album wydany został 23 lutego 1999. Billboard pochwalił album, napisał o nim, że jest „lata świetlne przed materiałem, który Eminem napisał wcześniej”. Płyta została jednym z najbardziej popularnych albumów 1999 roku, pod koniec którego stała się potrójną platyną. Z płyty tej pochodzi pierwszy wielki hit artysty „My Name Is”. Wraz z popularnością przyszło wiele kontrowersji wokół tekstów utworów. W utworze „'97 Bonnie & Clyde” opisuje drogę jaką przebywa ze swoją córką z ciała swojej żony, natomiast „Guilty Conscience” kończy się zamordowaniem żony i jej kochanka. Utwór „Guilty Conscience” był początkiem przyjaźni i muzycznej więzi pomiędzy Eminemem a Dr. Dre. Obaj będą później współpracować przy tworzeniu takich utworów jak „Forgot About Dre” i „What's The Difference” z albumu Dre 2001, „Bitch Please II” z The Marshall Mathers LP, „Say What You Say” z The Eminem Show, „Encore/Curtains Down” z krążka Encore oraz „Old Time’s Sake” i „Crack a Bottle” z albumu Relapse. Obecnie The Slim Shady LP pokryty jest pięciokrotną platyną RIAA.

### 2000–2001:The Marshall Mathers LP

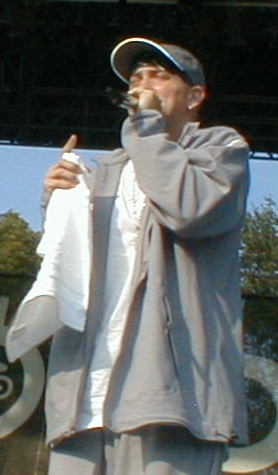
Eminem podczas festiwalu Voodoo w 2000 roku

Drugi album The Marshall Mathers LP został wydany 23 maja 2000. Płyta sprzedała się w 1 760 000 egzemplarzy w pierwszym tygodniu, bijąc rekord ustanowiony przez Doggystyle Snoop Dogga jako najszybciej sprzedający się album hip-hopowy, oraz …Baby One More Time Britney Spears, jako najszybciej sprzedający się album solowy w historii Stanów Zjednoczonych. Pierwszy singiel „The Real Slim Shady” odniósł sukces i stworzył wiele kontrowersji, poprzez obrażanie gwiazd i tworzenie wątpliwych twierdzeń na ich temat; raper stwierdził m.in., że Christina Aguilera uprawiała seks oralny z Fredem Durstem i Carsonem Daly. W swoim drugim singlu „The Way I Am” artysta ukazuje fanom presję, jaką wywiera na niego wytwórnia, by przebić utwór „My Name Is” i sprzedać więcej płyt. Mimo że Eminem parodiował Marilyna Mansona w teledysku do „My Name Is”, artyści są w dobrych relacjach. Wykonali remiks utworu „The Way I Am” razem na koncercie. W trzecim singlu „Stan” Eminem próbuje poradzić sobie ze swoją nową sławą, w teledysku ukazuje obłąkanego fana, który zabija siebie i swoją ciężarną dziewczynę. W wideoklipie pokazane jest również jak Eminem pisze lewą ręką, czym ucina debatę o tym która ręka jest jego dominującą. Album był również krytykowany za rzekome propagowanie homofobii i mizoginii. W lipcu 2000, Eminem jako pierwszy biały człowiek znalazł się na okładce magazynu The Source. Album The Marshall Mathers LP pokrył się dziesięciokrotną platyną RIAA, oficjalnie uzyskując status diamentowej płyty.
Eminem wystąpił z Eltonem Johnem na 43. ceremonii rozdania Nagród Grammy w 2001 roku, wykonując utwór „Stan”.

### 2002–2003:The Eminem Show
Trzeci studyjny album Eminema The Eminem Show wydany został 4 czerwca 2002 i okazał się kolejnym hitem rapera, pierwsze miejsca na listach przebojów i sprzedaży, ponad 1 mln sprzedanych egzemplarzy w pierwszym tygodniu po premierze. Album promowany był singlem „Without Me”, w którym raper obraźliwie wyraża się m.in. o boys bandach, Limp Bizkit, Moby, czy Lynne Cheney. Album, podobnie jak jego poprzednik zdobył status diamentowej płyty. The Eminem Show tematycznie było rozliczeniem rapera z jego drogą do sławy, relacji z żoną, córką i matką, a także jego wagi w społeczności hip-hopu oraz kontrowersji jakie wzbudzał w amerykańskim życiu publicznym. Odnosi się również do oskarżeń o napaść na bramkarza, którego przyłapał na całowaniu jego żony w 2000. Stephen Thomas Erlewine z Allmusic czuł, że choć w kilku utworach obecny jest gniew, album ten był znacznie mniej podburzający niż The Marshall Mathers LP. The Eminem Show był najlepiej sprzedającym się albumem 2002 roku.

### 2004–2005:Encore

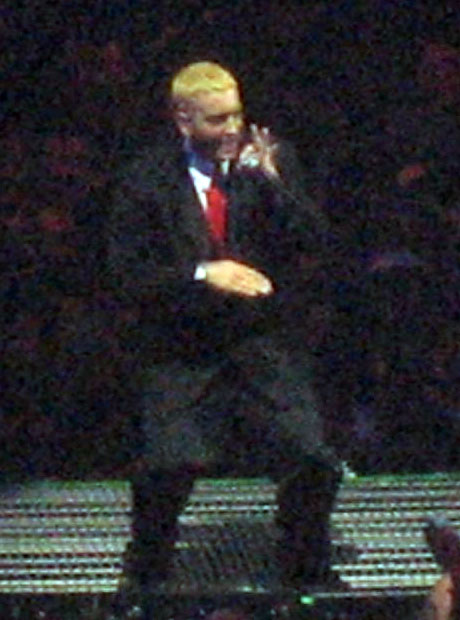
Eminem podczas trasy koncertowej promującej Encore

W 2004 Eminem wydał swój czwarty album Encore, który szybko stał się kolejnym numerem jeden na listach. Promowany był singlem „Just Lose It” w którym Eminem naśmiewa się m.in. z Michaela Jacksona, który tydzień po wydaniu wyraził swoje niezadowolenie z wideo które parodiuje jego, jego operacje plastyczne oraz incydent, w którym włosy Jacksona zapaliły się podczas kręcenia reklamy Pepsi w 1984. W teledysku Eminem parodiuje też MC Hammera i Madonnę.
Mimo komediowej tematyki pierwszego singla, Encore podejmuje wiele ważnych przedmiotów m.in. antywojenny utwór „Mosh”. 25 października 2004, na tydzień przed wyborami prezydenckimi w Stanach Zjednoczonych, Eminem wydał klip do „Mosh”. Utwór opisuje bardzo silne przesłanie antybushowskie, nazywa Busha „bronią masowego rażenia, którą nazywamy naszym prezydentem”. W teledysku Eminem zbiera armię ludzi w tym Lloyda Banksa, i prowadzi ich do Białego Domu. Później okazuje się, że są tam tylko po to, by wziąć udział w głosowaniu, a teledysk kończy napis „Głosuj. Wtorek 2 listopada”. W wyborach prezydenckich wygrał George Bush, a końcowy napis klipu zmieniono na „Eminem i protestujący tłum podczas przemówienia George’a Busha”.

### 2005–2008: Przerwa w karierze
W 2005 roku niektórzy ludzie z branży spekulowali, że Eminem rozważa zakończenie kariery rapera po sześciu latach i kilku multi-platynowych albumach. W tym samym roku krążyły spekulacje jakoby Eminem pod koniec roku miał wydać dwupłytowy album The Funeral. Album pojawił się jako największe przeboje Eminema pod nazwą Curtain Call: The Hits. Detroit Free Press podała wiadomość o potencjalnym finale kariery Eminema jako artysty solowego, powołując się na ludzi z jego otoczenia, którzy powiedzieli, że zacznie on pełnić rolę producenta muzycznego. W dniu premiery albumu Eminem zaprzeczył jakoby udawał się na emeryturę, ale zasugerował, że może zrobić sobie przerwę jako artysta mówiąc: „Jestem w takim momencie mojego życia, w którym czuję, jakbym nie wiedział dokąd zmierza moja kariera. To jest powód, dla którego nazwaliśmy płytę Curtain Call, ponieważ może być ona ostatnim projektem. Nie wiemy”.
W roku 2005 Eminem był jednym z podmiotów w książce Bernarda Goldberga 100 People Who Are Screwing Up America, znalazł się w niej na 58. miejscu. Goldberg zacytował słowa Boba Herberta z artykułu w New York Times z 2001 roku: „W świecie Eminema wszystkie kobiety to «kobiety lekkich obyczajów», a on jest chętny do gwałtu i zabicia ich”. Goldberg przytoczył również utwór Eminema „No One's Iller” z The Slim Shady EP jako przykład mizoginii w jego muzyce. Latem 2005 roku Eminem rozpoczął swoją pierwszą trzyletnią trasę koncertową po USA, Anger Management 3 Tour, wraz z 50 Centem, G-Unit, Lil’ Jonem, D12, Obie Trice’em oraz The Alchemist. W sierpniu 2005 roku Eminem anulował europejską część trasy, a następnie ogłosił, że rozpoczął leczenie odwykowe, ponieważ uzależniony jest od leków nasennych.
Curtain Call: The Hits wydany został 6 grudnia 2005 roku przez Aftermath Entertainment. W pierwszym tygodniu sprzedał się w liczbie 441 000 egzemplarzy w USA i był 4. z rzędu albumem Eminema, który znalazł się na Bilboard 200.
W 2006 roku Eminem wydał składankę Eminem Presents: The Re-Up, na której znaleźli się wszyscy członkowie Shady Records m.in. Obie Trice, Stat Quo, Ca$his, Bobby Creekwater.

### 2008–2009:RelapseiRelapse:Refill
We wrześniu 2007 roku Eminem wraz z 50 Centem wziął udział w wywiadzie dla nowojorskiej stacji radiowej Hot 97. Mówił, że był w „próżni” i „debatował” o tym kiedy i czy wyda jeszcze jakiś album. Powiedział: „Cały czas pracuję, cały czas jestem w studio. Teraz czuję się dobrze. Przez jakiś czas nie chciałem wracać do studia... Przechodziłem wtedy przez sprawy osobiste. Teraz z nich wychodzę, [i] jest dobrze”.
Eminem pojawił się na swoim radiowym kanale Shade 45 we wrześniu 2008 roku, w którym powiedział: „W tej chwili koncentruję się na własnych sprawach, po prostu tworzę nowe utwory i produkuję więcej materiału. Wiecie, im więcej produkuję, tym lepiej wydaje się, że mogę, bo zaczynam rozumieć rzeczy”.
Mniej więcej w tym czasie Interscope ostatecznie potwierdziła istnienie nowego albumu Eminema, który zapowiedziany został na wiosnę 2009 roku. W grudniu 2008 roku Eminem podał więcej szczegółów na temat albumu, który miał być zatytułowany Relapse. Powiedział: „Ja i Dre znowu jesteśmy w studio jak za starych dobrych czasów. Dre zajmuje się produkcją większości utworów na Relapse. Powróciliśmy na nasze stare, łobuzerskie drogi... Zostawmy to tak”.
5 marca 2009 Eminem oznajmił w komunikacie prasowym, że w tymże roku ma zamiar wydać dwa nowe albumy. Relapse, pierwszy album, ukazał się 19 maja, podczas gdy pierwszy singiel „We Made You” i teledysk do niego zostały wydane 7 kwietnia. Początkowo Relapse nie sprzedawało się tak dobrze jak poprzednie płyty rapera, jednak wciąż było komercyjnym sukcesem otrzymując uznanie krytyków, a także przywracając obecność Eminema w świecie hip-hopu. Album uznany został jednym z najlepszych albumów 2009 roku. Relapse sprzedało się w nakładzie ponad 5 mln kopii na całym świecie.
30 października Eminem wystąpił na Voodoo Experience Music w Nowym Orleanie jako gwóźdź programu w swoim pierwszym pełnym występie w 2009 roku. Występ zawierał kilka piosenek z Relapse, a także wiele starszych hitów Eminema oraz występ D12. 19 listopada Eminem napisał na swojej stronie, że Relapse: Refill zostanie wydany 21 grudnia. Album będzie reedycją Relapse z siedmioma bonusowymi utworami, takimi jak „Forever”, „Music Box” czy „Taking My Ball”.

### 2010–2012:Recoveryoraz powrót Bad Meets Evil

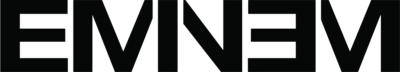
Logo EMINEM

13 kwietnia 2010, Eminem napisał do swoich fanów na Twitterze „Nie będzie Relapse 2”. Gdy zamieścił tę informację, fani zaczęli przypuszczać, że nie będzie albumu w ogóle, choć oznaczało to jedynie, iż jego tytuł zostanie zmieniony na Recovery. Raper potwierdził to pisząc na Twitterze „RECOVERY” i podając link do swojej strony. Na swojej stronie Eminem napisał: „Miałem w planach wydanie Relapse 2 jeszcze w zeszłym roku. Jednak gdy nagrywałem i pracowałem z nowymi producentami, idea sequelu Relapse zaczęła mieć coraz mniej sensu i postanowiłem zrobić kompletnie nowy album. Muzyka na Recovery znacznie różniła się od tej na Relapse i uważam, że zasługuje na swój własny tytuł”. Jego siódmy album studyjny Recovery wydany został 21 czerwca. W Stanach Zjednoczonych sprzedał się w nakładzie 741 000 kopii w pierwszym tygodniu i wylądował na szczycie listy Billboard 200. Pierwszy singiel, „Not Afraid”, ukazał się 29 kwietnia i zadebiutował jako numer jeden na liście Billboard Hot 100, drugi singiel „Love The Way You Lie” zadebiutował na pozycji 2. Pomimo krytyki wobec jego spójności, Recovery otrzymał pozytywne recenzje od większości krytyków muzycznych. W stanie na dzień 21 listopada 2010 album sprzedał się w liczbie trzech milionów egzemplarzy w Stanach Zjednoczonych.
Eminem pojawił się 27 czerwca 2010 roku na BET Awards, wykonując utwór „Airplanes Part II” z B.o.B i Hayley Williams oraz „Not Afraid”. Wystąpił też na E3 Activision Concert. W czerwcu 2010 roku, Eminem i Jay-Z ogłosili, że razem wyruszą w trasę koncertową do Detroit i Nowego Jorku. Trasa nazwana została The Home & Home Tour. BET nazwała Eminema raperem numer 1. XXI wieku.
12 września 2010 r. Eminem otworzył 2010 MTV Video Music Awards, wykonując utwór „Not Afraid” oraz „Love The Way You Lie” razem z Rihanną. Eminem został mianowany Hottest MC in the game (Najgorętszym MC w grze) przez MTV, oraz Emcee of the Year przez hip-hopową stronę HipHopDX.
Eminem i Rihanna współpracowali ponownie, tworząc „Love The Way You Lie, Part II”, sequel hitu „Love The Way You Lie”. Tym razem Rihanna jest główną wokalistką, tak jak Eminem w oryginale „Love the Way You Lie”. Ta piosenka to sytuacja widziana z „kobiecej perspektywy”. Nicki Minaj powiedziała, że współpracowała z Eminemem w utworze „Roman’s Revenge”, który pojawił się na jej albumie Pink Friday. Utwór odnosi się do alter ego Minaj, Romana Zolanskiego i będzie zawierać alter ego Eminema, Slima Shady’ego. Nowe dzieło współpracy Alexa da Kida i Eminema zostało wydane przed Bożym Narodzeniem.
Eminem pojawia się gościnnie w utworze „That’s All She Wrote” z albumu T.I., No Mercy. Do sieci wyciekł też utwór „I Need A Doctor” produkcji Alexa da Kida, w którym usłyszeć można Dr. Dre oraz Eminema. Mówiło się, że utwór miał znaleźć się na nadchodzącej płycie Dr. Dre, Detox, lub na nowym tworze Eminema, jednak „I Need A Doctor” zostało „wolnym trackiem”.
Nowy singiel Eminema „Syllables”, w którym pojawili się Jay-Z, Dr. Dre, Ca$his, 50 Cent i Stat Quo, ukazał się na miejskich stacjach radiowych w USA 11 stycznia 2011 roku. W grudniu 2010, w „Top 25 music Moments of 2010” magazynu Billboard, Recovery Eminema uznane zostało za moment numer jeden w muzyce w 2010 roku.
W lutym 2011 r. ogłoszono, że „Space Bound” zostanie wydany jako czwarty singiel z Recovery wraz z teledyskiem do piosenki, w którym wystąpi była aktorka pornograficzna Sasha Grey.
W marcu 2011 r. na przestrzeni kilku dni, dwa albumy Eminema The Eminem Show oraz The Marshall Mathers LP otrzymały certyfikat diamentowych płyt przez RIAA. To sprawiło, że Eminem stał się pierwszym i jedynym jak na razie raperem posiadającym dwie diamentowe płyty.
Na przełomie 2010 i 2011 roku Eminem i Royce da 5'9" rozpoczęli prace nad pierwszym minialbumem jako duet Bad Meets Evil. Duet ten powstał w 1999 roku i ponownie się zjednoczył. Minialbum zatytułowany Hell: The Sequel został wydany 14 czerwca 2011. Promują go dwa single – „Fast Lane” oraz „Lighters” z gościnnym udziałem Bruno Marsa.
18 grudnia 2011 roku Studio Leaks pod nadzorem Shady Records (wytwórnia płytowa, której założycielem jest Eminem) wydało minialbum o tytule The Straight from the Vault EP. Na płycie znajdują się nigdy wcześniej niepublikowane utwory Eminema, które napisane zostały prawdopodobnie w latach 2006–2011. W Internecie krążą plotki, jakoby w tym roku lub następnym raper miał wydać większy album o tytule The Straight From The Vault LP, który ma rzekomo zawierać nie tylko stare, nieopublikowane materiały, ale także nowe utwory, nad którymi muzyk pracuje w chwili obecnej.

### 2013:The Marshall Mathers LP 2
W 2012 roku Eminem gościnnie pojawił w utworach: Rihanny – „Numb”, Slaughterhouse – „Juggernauts”, „Our House”, „Throw That”, „Asylum”, Pink – „Here Comes the Weekend” oraz Skylar Grey – „C’mon Let Me Ride”.
24 maja 2012 roku Eminem ogłosił, że pracuje nad swoim ósmym albumem studyjnym. Album został zapowiedziany na rok 2013. Mimo braku tytułu i oficjalnej daty premiery album znalazł się na listach „Najbardziej wyczekiwanych albumów 2013 roku” stacji MTV, Complex Magazine, oraz XXL Magazine.
30 czerwca 2012 Eminem rozmawiał o nowym albumie z DJ Whoo Kid na antenie swojej stacji radiowej Shade45. Raper stwierdził, że materiał nabiera kształtu oraz że Dr. Dre jest zaangażowany w prace nad albumem. 30 sierpnia 2012 Royce da 5'9", członek supergrupy Slaughterhouse oraz przyjaciel Eminema wyraził swoje odczucia odnośnie do albumu: „Nie jestem pewien jak świat zareaguje na pewne rzeczy jakie słyszałem od niego”. Inny bliski przyjaciel Eminema, raper 50 Cent również pojawi się na albumie. Za produkcję odpowiedzialny będzie producent No I.D.. W wywiadzie udzielonym internetowej stronie magazynu 'Billboard', współzałożyciel Shady Records Paul Rosenberg powiedział, że Eminem planuje wydać album po święcie Memorial Day i słuchacze powinni spodziewać się go właśnie w tym okresie.
W grudniu 2012 ogłoszono, że Eminem będzie główną postacią festiwali w miastach Reading oraz Leeds, które odbyły się 23-25 sierpnia 2013 w Anglii.
14 sierpnia 2013 utwór zatytułowany „Survival”, z gościnnym występem Liz Rodrigues oraz produkcją DJ Khalila, miał swoją premierę w trailerze multiplayera gry Call of Duty: Ghosts. Późniejsze informacje doniosły, iż jest to pierwszy utwór z nowego albumu Eminema, jednak nie jest on singlem. Pierwszy singiel spodziewany jest wkrótce. Podczas MTV Video Music Awards 2013, Beats By Dr. Dre pokazało nową reklamę promującą nadchodzącą płytę Eminema. Okazało się, że nowy album będzie nosić tytuł The Marshall Mathers LP 2 (będzie sequelem albumu The Marshall Mathers LP z 2000 roku) i zostanie wydany 5 listopada 2013 roku.
Nowy singiel zatytułowany „Berzerk” ukazał się w sieci 27 sierpnia 2013, a 9 września 2013 w serwisie VEVO pojawił się teledysk do utworu. 8 października 2013 utwór „Survival” został udostępniony w wersji cyfrowej wraz z teledyskiem jako drugi singiel z nowego albumu. 14 października 2013 na kanale YouTube Eminema pojawił się utwór „Rap God”. Został on wydany 15 października na iTunes jako trzeci singiel z The Marshall Mathers LP 2.
24 października 2013 pojawiła się informacja, że utwór „The Monster” z gościnnym udziałem Rihanny będzie czwartym singlem z albumu. Utwór miał swoją premierę 28 października 2013, a następnego dnia został oficjalnie wydany jako czwarty singiel.
The Marshall Mathers LP 2 został wydany tak jak zaplanowano 5 listopada 2013 roku, poprzez Aftermath Entertainment, Interscope Records oraz Shady Records. Standardowa wersja albumu składa się z 16. utworów, podczas gdy edycja Deluxe zawiera drugą płytę CD z pięcioma dodatkowymi utworami.

### 2014–2016:Shady XV,Do utraty sił
15 września 2014 magazyn Billboard ogłosił, że Eminem planuje wydać album kompilacyjny pt. Shady XV 28 listopada 2014 roku, w 15 rocznicę założenia wytwórni Shady Records. Album składa z dwóch płyt: na jednej znajdą się najlepsze utwory artystów z Shady Records, a na drugim nowe nagrania Eminema i artystów z jego wytwórni – D12, Slaughterhouse, Bad Meets Evil i Yelawolfa z gościnnym udziałem innych wykonawców. Tego samego dnia w sieci pojawił się singiel promujący album pt. „Guts Over Fear”, w którym gościnnie pojawia się wokalistka Sia. Data premiery została jednak zmieniona na 24 listopada 2014 roku. Album w pierwszym tygodniu sprzedał się w liczbie 148 000 kopii, zajmując 3. miejsce na amerykańskiej liście notowań Billboard 200. W drugim tygodniu spadł na 23. pozycję, sprzedając się w liczbie 28 000 egzemplarzy.
Latem 2015 roku ukazał się soundtrack do filmu Southpaw nakładem wytwórni Shady Records. Album promowały single: „Phenomenal”, „Kings Never Die” i „R.N.S.”. Soundtrack zadebiutował na 5. miejscu Billboard 200 i sprzedał 32 000 egzemplarzy w pierwszym tygodniu.

### 2017–2019:Revival,Kamikaze
We wrześniu 2016 Skylar Grey wraz z Eminemem nagrała utwór „Kill For You”, który znalazł się na jej albumie zatytułowanym Natural Causes. 19 października tegoż roku raper wydał singel „Campaign Speech” o tematyce politycznej oraz ujawnił, że pracuje nad nową płytą. Z okazji 20. rocznicy od wydania debiutanckiego albumu Eminema, w listopadzie opublikowany został krótki, niespełna 10-minutowy film dokumentalny ukazujący jego powstawanie, zatytułowany Partners in Rhyme: The True Story of Infinite.
W lutym 2017 Eminem pojawił się w utworze Big Seana „No Favors”, w którym ubliża on Donaldowi Trumpowi oraz jego zwolenniczce Ann Coulter. Raper skrytykował prezydenta oraz jego administrację po raz kolejny w trakcie BET Hip Hop Awards, kiedy to pod koniec swojego rapu obelżywie dał do zrozumienia, iż nie chce on zwolenników Donalda Trumpa wśród swoich fanów.
5 grudnia 2017 za pomocą portali społecznościowych raper udostępnił zdjęcie z tracklistą nowego albumu wraz z tytułem "Revival". Wśród gości na tejże płycie można było wymienić: Beyoncé, Skylar Grey, Pink, Eda Sheerana, Alicie Keys, Kehlani, Phreshera oraz X Ambassadors. 8 grudnia upubliczniono oficjalną okładkę "Revival", przedstawiającą Eminema na tle amerykańskiej flagi, który wygląda na zmartwionego sytuacją w Ameryce o czym podkreślał w cypherach czy piosenkach u innych artystów.
10 grudnia 2017 ukazał się pierwszy singiel pt. "Walk on Water" z gościnnym udziałem Beyonce. Utwór zadebiutował na 22. miejscu listy Canadian Hot 100 oraz 16 na liście US Billboard Hot 100.
14 lutego 2018 na kanale YouTube rapera ukazał się drugi singiel pt. "River" wraz z klipem i gościnnym występem Eda Sheerana. Ten utwór zadebiutował na 3. miejscu listy Canadian Hot 100 oraz 5. miejscu na US Billboard Hot 100. Oprócz tego doszedł do 4. miejsca polskiej listy przebojów Airplay.
Ogólny odbiór płyty był bardzo krytyczny. Recenzenci bez ogródek krytykowali album za przejedzone ich zdaniem teksty o Donaldzie Trumpie, zbyt dużą liczbę gwiazd pop na gościnnych występach, słabe, plastikowe i płaskie bity, zbyt dużo elementów popu i rocka w tychże produkcjach. Oliwę do ognia dolał sam Eminem ogłaszając że nie chce wśród swoich fanów sympatyków Donalda Trumpa stawiając jednocześnie ultimatum: albo on albo prezydent. Mimo to sprzedaż albumu wcale nie wypadła źle gdyż sprzedał on w samym pierwszym tygodniu po premierze 296 tys. sztuk swojego longplaya. W sumie sprzedaż wynosi około 1,5 miliona egzemplarzy.
26 lipca 2018 z powodu głównie złej krytyki swojego albumu "Revival" wypuścił remix piosenki pt. "Chloraseptic" z gościnnym udziałem 2 Chainza.
31 sierpnia z zaskoczenia na serwisach streamingowych udostępniony został dziesiąty album Eminema pt. "Kamikaze". Ukazał się on po raz pierwszy w dyskografii rapera bez wcześniejszej zapowiedzi. Okładką nawiązuje on do okładki innej płyty, konkretniej "Licensed to Ill" grupy Beastie Boys. Mathers porusza na nim tematy głównie związane z krytyką i słabym przyjęciem jego ostatniej płyty, krytyką nowego pokolenia w rapie, którzy zdaniem Slima zaprzeczają ideałom prawdziwego MC, ale też potrafi docenić kilku raperów choćby Kendricka Lamara, Royce da 5'9 czy Kon Artisa.
Sprzedaż albumu w pierwszym tygodniu po premierze wynosi 434000 sztuk co jest dużo lepszym wynikiem niż poprzedni album. Łączny sprzedany nakład to ponad 1,5 miliona sztuk egzemplarzy.
4 września ukazał się pierwszy klip pt. "Fall". W następnej kolejności ukazywały się 21 września "Venom" (piosenka nagrana na potrzeby filmu o tym samym tytule), 30 października "Lucky You" z gościnnym udziałem Joynera Lucasa oraz 7 grudnia "Good Guy" nagrane z Jessie Reyez.
Pokłosiem dissów w stronę młodego pokolenia był beef z raperem Machine Gun Kellym, który wypuścił na Eminema diss pt. "Rap Devil" udostępniony w sieci 3 września 2018 roku, zaś Eminem 14 września odpowiedział dissem "Killshot". Fani hip-hopu w większości opowiedzieli się po stronie legendy z Detroit sugerując że to właśnie Shady wygrał w tym beefie.
1 grudnia na kanale YouTube Eminema ukazał się ponad 11-minutowy freestyle a cappella pt. "Kick Off" nagrany w klubie "The Shelter" w Detroit gdzie zaczęła się przygoda z muzyką Marshalla.
W 2019 udzielił się w gościnnie w piosenkach innych artystów takich jak: Ed Sheeran ("Remember The Name"), Boogie ("Rainy Days"), Conway The Machine ("BANG"), Logic ("Homicide") czy Fat Joe ("Lord Above").

### Od 2020:Music to be Murdered by
Pierwszy przeciek do mediów dotyczący nowego albumu Eminema miał miejsce za sprawą 50 Centa dokładnie 18 września 2019.
17 stycznia 2020 znów z zaskoczenia światło dzienne ujrzał już jedenasty album studyjny Eminema pt. "Music to Be Murdered By". Jest on zainspirowany albumem który nagrał znany reżyser filmowy Alfred Hitchcock, co potwierdza również sesja zdjęciowa do płyty oraz skity w których słychać głos wielkiego reżysera. W dniu premiery albumu ukazał się również singiel "Darkness" wraz z klipem który przedstawia sytuację, że strzelaniny podczas koncertu w Las Vegas i końcówka klipu zachęca ludzi do zmiany prawa posiadania broni w USA na bardziej restrykcyjne. Nie obyło się również bez kontrowersji gdyż w piosence "Unaccommodating" nawiązał do tragedii w Manchesterze po koncercie Ariany Grande co spotkało się z dezaprobatą władz Manchesteru, mas mediów oraz rodzin ofiar ataku terrorystycznego.
Sprzedaż albumu w pierwszym tygodniu po premierze wynosi 279 tysięcy sztuk. Aktualnie liczba sprzedanych egzemplarzy przekroczyła 1 mln sztuk co dało Eminemowi certyfikat platynowej płyty w Stanach Zjednoczonych.

## Inna działalność

### Kariera aktorska
Chociaż Eminem miał krótki epizod w 2001 roku w filmie The Wash: Hiphopowa myjnia, oficjalnie zadebiutował w Hollywood z pół autobiograficznym filmem 8. Mila, wydanym w listopadzie 2002 roku, w którym zagrał główną rolę. Eminem powiedział, że film nie jest częścią jego życia, tylko przedstawieniem trudów dorastania w Detroit. Nagrał kilka piosenek na ścieżkę dźwiękową, w tym „Lose Yourself” za który zdobył Oscara za najlepszą piosenkę w 2003 roku, jako pierwszy w historii utwór rap. Utwór jednak nie został wykonany podczas uroczystości, ze względu na brak obecności Eminema podczas ceremonii. Jego współpracownik, Luis Resto, który jest współautorem piosenki, odebrał nagrodę.
Eminem ma na koncie liczne role głosowe. Niektóre z nich to gra wideo 50 Cent:. Bulletproof, gdzie podaje głos starzejącemu się, skorumpowanemu policjantowi który przemawia w Ebonics, gościnnie w serialu Comedy Central Crank Yankers oraz kreskówka internetowa o nazwie The Slim Shady Show, która została zdjęta z sieci i jest sprzedawana na DVD. Często był zaangażowany w tworzenie soundtracków. Eminem ma też na koncie epizodyczną rolę w filmie z 2009 roku, Funny People, w którym zaangażowany jest w spór z Rayem Romano.
8 listopada 2009 r. ogłoszono, że Eminem zagra w nadchodzącym horrorze 3D, Shady Talez, w reżyserii Johna Davisa. Czteroczęściowy komiks oparty na filmie ma również zostać wydany w 2010 roku.
Eminem pojawił się wraz z Christiną Aguilerą na finale Entourage sezon 7, zatytułowany Lose Yourself, jako on sam. W grudniu 2010 r. Deadline Hollywood ogłosił, że Eminem zagra w dramacie, Southpaw napisanym przez Kurta Suttera.
W 2014 roku wystąpił w komedii Wywiad ze Słońcem Narodu, w której zagrał samego siebie, lecz jako osobę homoseksualną.

### Życiorys
21 października 2008, Eminem wydał swoją autobiografię zatytułowaną The Way I Am, która szczegółowo opisuje jego zmagania z ubóstwem, narkotykami, sławą, zawód miłosny i depresje, a także opowieści o jego drodze do sławy i komentarze na temat ostatnich kontrowersji. Książka zawiera również niektóre oryginalne teksty jego utworów takich jak „Stan” czy „The Real Slim Shady”.

### Reklamy
Eminem pojawił się w dwóch filmikach reklamowych, wyemitowanych podczas Super Bowl. Pierwsza to reklama napoju Lipton Brisk Ice Tea, z kukłą Eminema oraz jego podłożonym głosem, w której przedstawia przebieg swojego dnia codziennego. Druga reklama, którą wcześniej zapowiadał na swym Twitterze Paul Rosenberg, to reklama samochodu Chrysler 200, trwająca ponad 2 minuty. Jest to jedna z najdroższych reklam w historii Super Bowl.

## Sztuka

### Technika rapowania
Eminem wymienił kilku MC, którzy mieli i mają wpływ na jego styl rapowania. Oprócz swojego mentora, Dr. Dre, który wykonuje ten sam rodzaj muzyki są to m.in. Esham, Kool G Rap, Masta Ace, Big Daddy Kane, Newcleus, Ice-T, Mantronix, Melle Mel (szczególnie utwór „The Message”), LL Cool J, Beastie Boys, Run-DMC, Rakim i Boogie Down Productions.
W książce Guerilla Blacka How To Rap, autor mówi, że Eminem badał techniki różnych MC by stworzyć swoją własną technikę – „Eminem słuchał wszystkiego i właśnie dlatego stał się jednym z wielkich”. W tej samej książce, Eminem jest chwalony za różne aspekty jego techniki przez wielu MC – te metody to: jego różnorodne i humorystyczne podmioty, połączenia z publicznością, realizacja danej koncepcji w serii albumów, złożony system rymów, jego zdolności do „zginania” słowa, jego wykorzystanie wielosylabicznych rymów, złożone rytmy, jasna wymowa, wykorzystanie melodii i synkopy. Eminem jest również znany z tego, że większość swoich utworów wymyśla i zapisuje bezpośrednio na papierze, jest to opisane w książce „The Way I Am”, oraz z zamykania się na kilka dni lub nawet tygodni, niczym pracoholik, układając kolejne teksty i tworząc nowe wokale.

### Alter ego
Eminem używa różnych tożsamości w swoich piosenkach, by korzystać z różnych stylów rapowania i różnych podmiotów. Jego najbardziej znane i popularne alter ego, „Slim Shady”, pochodzi z The Slim Shady EP. Pod tą osobowością, Eminem tworzy kontrowersyjne i odważne piosenki z komicznym akcentem. Chociaż Slim Shady często staje się częścią dzieł Eminema, nie ma go dużo na albumie Recovery, ponieważ Eminem czuł, że nie pasuje on za bardzo do głównego tematu płyty. Eminem jest uważany za alter ego swojego prawdziwego „ja” tj. Marshalla Mathersa. Innym wcieleniem Eminema jest Ken Kaniff, pierwotnie postać grana przez przyjaciela Eminema w albumie The Slim Shady LP, ale już na The Marshall Mathers LP i później rolę Kena Kaniffa odegrał sam Eminem. Ken Kaniff jest raperem homoseksualistą, który wyśmiewa się z piosenek Eminema.

### Występy gościnne i produkcje
Choć Eminem zazwyczaj współpracuje z różnymi raperami z Aftermath Entertainment i Shady Records, takimi jak Dr. Dre, 50 Cent, D12 czy Obie Trice, współpracował również z wieloma innymi artystami m.in. Redman, Kid Rock, DMX, Missy Elliott, Jay-Z, Method Man, Jadakiss, Fat Joe, Sticky Fingaz, TI i wielu innych. Eminem w wystąpieniu na żywo wykonał wers remixu piosenki „Touch It” Busta Rhymesa na BET Music Awards 2006 w dniu 27 czerwca 2006 roku. Eminem wystąpił w utworze Akona „Smack That”, który ukazał się na jego albumie Konvicted. Eminem pojawił się również u Lila Wayne’a w utworze „Drop The World”.
W 2000 roku Eminem wystąpił gościnnie w teledysku „Break Stuff” zespołu Limp Bizkit, razem z Dr. Dre i Snoop Doggiem.
Eminem jest również aktywnym producentem. Jest producentem wykonawczym pierwszych dwóch albumów D12 Devil’s Night i D12 World, Cheers i Second Round’s on Me Obiego Trice’a oraz Get Rich or Die Tryin i The Massacre 50 Centa. Ponadto Eminem wyprodukował utwory innych znanych raperów, takich jak Jadakiss „Welcome To D-Block”, Jay-Z „Renegade” i „Moment of Clarity”, Lloyd Banks „On Fire”, „Warrior Part 2” oraz „Hands Up”, Tony Yayo „Drama Setter”, Trick-Trick „Welcome 2 Detroit” i Xzibit „My Name” i „Don't Approach Me”. Większość utworów z The Eminem Show zostało wyprodukowanych przez Eminema, przy współpracy z długoletnim współpracownikiem Jeffem Bassem. Eminem podzielił produkcję z Dr. Dre na albumie Encore. W 2004 roku, Eminem był producentem wykonawczym pośmiertnego albumu 2Paca Loyal To The Game wraz z matką 2Paca Afeni Shakur. Stworzył singiel nr 1 w Wielkiej Brytanii „Ghetto Gospel”, wraz z Eltonem Johnem. Eminem wyprodukował utwór „The Cross” z albumu Nasa God’s Son. Eminem wyprodukował kilka utworów na nowym albumie Trick-Tricka, The Villain. Jest on również gościem w utworze „Who Want It”.
Z szacunkiem do produkcji Eminema, jego styl jest postrzegany jako niezwykły. Zamiast pisać teksty do beatu Eminem zaczyna od pomysłu, jak chciałby by dany utwór wyglądał od podstaw od strony lirycznej, dopiero potem tworzy do tego muzykę. Wyjątkiem jest utwór „Stan”, który pochodzi z innego utworu, wymyślonego i wyprodukowanego przez Mark the 45 King.

## Życie prywatne

### Rodzina
Marshall Mathers był dwukrotnie żonaty z Kimberly Anne Scott, którą poznał w szkole średniej. Zaczęli swój związek w 1989 roku i wzięli ślub w 1999 roku. W roku 2000, Scott próbowała popełnić samobójstwo i pozwała Eminema za zniesławienie po tym, jak przedstawił jej śmierć w piosence „Kim”. Para po raz pierwszy rozwiodła się w 2001 roku, ale pobrała się ponownie w styczniu 2006. Do ich drugiego rozwodu doszło w grudniu tego samego roku, oboje zgodzili się na dzielenie się opieką nad swoją córką Hailie Jade Scott (ur. 25 grudnia 1995 r.). Hailie często wspominana jest w różnych piosenkach Eminema, takich jak „'97 Bonnie & Clyde”, „Hailie's Song”, „My Dad's Gone Crazy”, „Like Toy Soldiers”, „Mockingbird”, „Forgot About Dre”, „Cleanin’ Out My Closet”, „When I’m Gone”, „Déjà vu”, „Beautiful”, „Sing For The Moment”, „Airplanes, Part II” i „Going Through Changes”."Somebody save me"
Eminem ma również dwie inne, adoptowane córki: Alaina „Lainey” Scott, dziecko siostry Kimberley Scott, o której mówi w utworach takich jak „Mockingbird”, „Airplanes, Part II” i „Going Through Changes”, oraz Whitney Scott, dziecko z poprzedniego związku Kimberley. Whitney obecna jest w utworze „Going Through Changes”. Eminem był także opiekunem prawnym swojego młodszego, przyrodniego brata Nathana.
14 marca 2025 roku córka Marshalla, Hailie Jade Scott, urodziła swojego pierwszego syna, dzięki czemu Eminem został dziadkiem. Nadała mu imię Elliot Marshall McClintock, a drugie imię nawiązuje do rapera.

### Uzależnienie
Eminem mówił otwarcie o swoim uzależnieniu od leków na receptę takich jak Vicodin, Ambien, Valium i Metadon. Jego kolega z grupy D12, Proof, stwierdził, że Mathers „wytrzeźwiał” w 2002 roku, zerwał z uzależnieniem od narkotyków i alkoholu. Jednakże później, zaczął zażywać Ambien, środki nasenne. To spowodowało, że Eminem anulował europejską część trasy Anger Management Tour w sierpniu 2005 r. i ostatecznie udał się na odwyk, by pozbyć się uzależnienia od leków nasennych. W 2009 w wywiadzie dla brytyjskiego talk-show Jonathana Rossa, Mathers przyznał, że w pewnym momencie uzależnienia myślał o samobójstwie, mówiąc: „Po prostu nie dbałem o siebie, czasami chciałem po prostu się poddać”. Potwierdził również, że jest on teraz „trzeźwy”, komentując „Rap był dla mnie jak narkotyk... potem musiałem uciekać się do innych rzeczy (narkotyków), by poczuć coś takiego. Teraz rap znowu sprawia, że czuje się jak na haju”.

### Śmierć Proofa
11 kwietnia 2006 r. najlepszy przyjaciel Eminema – Proof został śmiertelnie postrzelony w klatkę piersiową przez ochroniarza Mario Etheridge’a przed CCC Club na 8 Mile Road w Detroit po strzelaninie z Keithem Benderem. Eminem nagrał dwie piosenki poświęcone śmierci Proofa na jego albumie Recovery pod tytułem „Going Through Changes” i „You’re Never Over”, oraz wspomina o nim na Relapse w utworach „Deja Vu” i „Beautiful”. W 2011 r. osobisty utwór Eminema będący hołdem dla Proofa „Difficult” wyciekł do internetu, ku niezadowoleniu Eminema.

### Działalność charytatywna
Eminem założył własną fundację charytatywną The Marshall Mathers Foundation. Fundacja pomaga młodzieży znajdującej się w jego rodzinnym stanie Michigan. Instytucja przekazuje darowizny na rzecz banków żywności i młodzieży oraz bierze udział w zbieraniu funduszy wraz z organizacjami takimi jak Eight Mile Boulevard Association.

## Dyskografia
| Rok  | Tytuł albumu                                             |
| ---- | -------------------------------------------------------- |
| 1996 | Infinite                                                 |
| 1998 | Slim Shady EP                                            |
| 1998 | Just Don’t Give a F###                                   |
| 1999 | The Slim Shady LP                                        |
| 1999 | My Name Is                                               |
| 1999 | Role Model                                               |
| 1999 | Guilty Conscience                                        |
| 2000 | The Marshall Mathers LP                                  |
| 2000 | The Real Slim Shady                                      |
| 2000 | The Way I Am                                             |
| 2000 | Stan                                                     |
| 2002 | 8 Mile Music From And Inspired By Motion Picture 8 Mile  |
| 2002 | Lose Yourself                                            |
| 2002 | The Eminem Show                                          |
| 2002 | Without Me                                               |
| 2002 | Cleanin’ Out My Closet                                   |
| 2003 | Superman                                                 |
| 2003 | Sing For The Moment                                      |
| 2003 | Business                                                 |
| 2003 | 991                                                      |
| 2004 | Encore                                                   |
| 2004 | Just Lose It                                             |
| 2004 | Encore/Curtains Down                                     |
| 2005 | Like Toy Soldiers                                        |
| 2005 | Mockingbird                                              |
| 2005 | Ass Like That                                            |
| 2005 | Curtain Call: The Hits                                   |
| 2005 | When I’m Gone                                            |
| 2006 | Eminem Presents The Re-Up                                |
| 2009 | Relapse                                                  |
| 2009 | Crack a Bottle                                           |
| 2009 | We Made You                                              |
| 2009 | 3 a.m                                                    |
| 2009 | Old Time’s Sake                                          |
| 2009 | Beautiful                                                |
| 2009 | Forever                                                  |
| 2009 | Relapse: Refill                                          |
| 2010 | Recovery                                                 |
| 2010 | Not Afraid                                               |
| 2010 | Love The Way You Lie                                     |
| 2010 | No Love                                                  |
| 2011 | Space Bound                                              |
| 2013 | The Marshall Mathers LP 2                                |
| 2013 | Berzerk                                                  |
| 2013 | Survival                                                 |
| 2013 | Rap God                                                  |
| 2013 | The Monster                                              |
| 2014 | SHADYXV                                                  |
| 2014 | Infinite (F.B.T. Remix)                                  |
| 2016 | Campaign Speech                                          |
| 2017 | Revival                                                  |
| 2017 | Walk On Water                                            |
| 2018 | River                                                    |
| 2018 | Chloraseptic (Remix)                                     |
| 2018 | Nowhere Fast                                             |
| 2018 | Kamikaze                                                 |
| 2018 | Fall                                                     |
| 2018 | Killshot                                                 |
| 2018 | Venom                                                    |
| 2018 | Lucky you                                                |
| 2019 | The Slim Shady LP Expanded Edition                       |
| 2020 | Music to Be Murdered By                                  |
| 2020 | Music To Be Murdered By Side B                           |
| 2020 | The Adventure of Moon Man & Slim Shady                   |
| 2020 | Darkness                                                 |
| 2020 | Godzilla                                                 |
| 2020 | Gnat                                                     |
| 2021 | Killer (Remix)                                           |
| 2021 | Absolutely True: Eminem and 2Pac                         |
| 2022 | Gospel                                                   |
| 2022 | The Eminem Show Expanded Edition                         |
| 2022 | From The D 2 The LBC                                     |
| 2022 | The King And i                                           |
| 2022 | Curtain Call 2                                           |
| 2023 | Realest                                                  |
| 2023 | Lace It                                                  |
| 2024 | The Death of Slim Shady (Coup de Grâce)                  |
| 2024 | The Death of Slim Shady (Coup de Grâce) Expanded Edition |
| 2024 | Tobey                                                    |
| 2024 | Houdini                                                  |
| 2024 | Somebody Save Me                                         |
| 2024 | Fuel                                                     |
| 2025 | The Marshall Mathers LP (25th Anniversary)               |
| 2025 | Animals (Pt.I)                                           |

## Filmografia
| Rok  | Film                                          | Rola                       | Uwagi |
| ---- | --------------------------------------------- | -------------------------- | --- |
| 2000 | Wiedźma hip-hopu                              | jako on sam                | |
| 2000 | Up in Smoke Tour                              | jako on sam                | |
| 2000 | The Slim Shady Show                           |                            | |
| 2001 | The Wash: Hiphopowa myjnia                    | Chris                      | Nie wymieniony |
| 2002 | 8 Mila                                        | Jimmy „B-Rabbit” Smith Jr. | Nagroda Akademii Filmowej w kategorii Best Original Song Nagroda MTV Movie Award w kategorii Best Video from a Film – Lose Yourself Nagroda MTV Movie Award w kategorii Best Male Performance Nagroda MTV Movie Award w kategorii Best Breakthrough Male Performance Nagroda ASCAP Award w kategorii Most Performed Song from a Motion Picture – Lose Yourself Nagroda Critics Choice Award w kategorii Best Song – Lose Yourself Nagroda Teen Choice Award w kategorii Choice Movie Actor – Drama/Action Adventure Nagroda Teen Choice Award w kategorii Choice Movie Breakout Star – Male Nagroda BMI Film Award w kategorii Music Nagroda BMI Film Award w kategorii Most Performed Song from a Film – Lose Yourself Nominacja do nagrody Golden Globe w kategorii Best Original Song from a Motion Picture – Lose Yourself Nominacja do nagrody CFCA Award w kategorii Most Promising Performer Nominacja do nagrody Golden Satellite w kategorii Best Original Song – Lose Yourself Nominacja do nagrody OFCS w kategorii Best Breakthrough Performance Nominacja do nagrody PFCS w kategorii Best Original Song – Lose Yourself Nominacja do nagrody Grammy w kategorii Best Song Written for a Motion Picture, Television or Other Visual Media – Lose Yourself Nagroda Oskara w kategorii Best Original Song na 75th Annual Academy Awards w 2003 – Lose Yourself.‬‬‬‬‬‬‬‬‬‬ Sam Eminem nie zjawił się na rozdaniu nagród, a nagrodę w jego imieniu odebrał Luis Resto. |
| 2003 | 50 Cent: The New Breed                        | jako on sam                | |
| 2004 | Crank Yankers                                 | Billy Fletcher             | Gościnnie |
| 2009 | Rock and Roll Hall of Fame Induction Ceremony | jako on sam                | |
| 2009 | Funny People                                  | jako on sam                | Rola epizodyczna |
| 2014 | Wywiad ze Słońcem Narodu                      | jako on sam                | |
| 2017 | Bodied                                        | –                          | Produkcji Eminema |

## Nagrody oraz nominacje

### Grammy Awards
- 2000 – Best rap solo performance for „My Name Is” from The Slim Shady LP
- 2000 – Best rap album for The Slim Shady LP
- 2001 – Best rap solo performance for „The Real Slim Shady” from The Marshall Mathers LP
- 2001 – Best rap performance by a duo or group (with Dr. Dre) for „Forgot About Dre” from Dr Dre 2001
- 2001 – Best rap album for The Marshall Mathers LP
- 2003 – Best short form music video, for „Without Me” from The Eminem Show (directed by Joseph Kahn)
- 2003 – Best rap album for The Eminem Show
- 2004 – Best male rap solo performance for „Lose Yourself” from the 8 Mile O.S.T.
- 2004 – Best rap song for „Lose Yourself” from the 8 Mile O.S.T.
- 2010 – Best Rap Performance By A Duo Or Group for „Crack A Bottle” from the Relapse
- 2010 – Best Rap Album for „Relapse”
- 2011 – Best Rap Album for „Recovery”
- 2015 – Best Rap Album for „The Marshall Mathers LP2”
- 2015 – Best rap performance by a duo or group (with Rihanna) for „The Monster” from The Marshall Mathers LP2

### Grammy Awards(nominacje)
- 2006 – Best rap song for „Mockingbird” from Encore
- 2006 – Best rap performance by a duo or group for „Encore/Curtains Down” (featuring Dr. Dre & 50 Cent) from Encore
- 2006 – Best rap album for Encore
- 2007 – Best Rap/Sung Collaboration for „Smack That” (Akon featuring Eminem) from Konvicted
- 2007 – Best Rap/Sung Collaboration for „Shake That” (featuring Nate Dogg) from Curtain Call: The Hits
- 2010 – Best Rap Solo Performance for „Beautiful” from Relapse
- 2015 – Best Rap Solo Performance for „Rap God” from The Marshall Mathers LP2
- 2019 – Best Rap Song for "Lucky You" (featuring Joyner Lucas) from "Kamikaze"

### MTV Movie Awards
- 2002 – Najlepsza rola męska za film 8 Mila
- 2002 – Najlepszy męski debiut za film 8 Mila

### MTV Video Music Awards
- 1999 – Odkrycie roku za „My Name Is” z albumu The Slim Shady LP
- 2000 – Najlepszy teledysk za „The Real Slim Shady” z albumu The Marshall Mathers LP
- 2000 – Najlepszy teledysk męski za „The Real Slim Shady” z albumu The Marshall Mathers LP
- 2000 – Najlepszy teledysk hip-hopowy (ft. Dr. Dre) za „Forgot About Dre” z albumu Dr Dre 2001
- 2002 – Najlepszy teledysk za „Without Me”, z albumu The Eminem Show
- 2002 – Najlepszy teledysk męski za „Without Me”, z albumu The Eminem Show
- 2002 – Najlepszy teledysk hip-hopowy za „Without Me”, z albumu The Eminem Show
- 2002 – Najlepsza reżyseria za „Without Me”, z albumu The Eminem Show
- 2003 – Najlepsza muzyka z filmu za „Lose Yourself” z filmu 8 Mila z albumu The 8 Mile O.S.T.
- 2009 – Najlepszy teledysk hip-hopowy za „We Made You” z albumu Relapse
- 2010 – Najlepszy teledysk hip-hopowy za „Not Afraid” z albumu Recovery
- 2010 – Najlepszy teledysk męski za „Not Afraid” z albumu Recovery

### MTV Europe Music Awards
- 1999 – Best hip-hop act
- 2000 – Best hip-hop act
- 2000 – Best album, for The Marshall Mathers LP
- 2001 – Best hip-hop act
- 2002 – Best male act
- 2002 – Best hip-hop act
- 2002 – Best album, for The Eminem Show
- 2003 – Best hip-hop act
- 2009 – Best male act
- 2010 – Best hip-hop act
- 2011 – Best hip-hop act
- 2013 – Global icon
- 2017 – Best Hip Hop

### American Music Awards
- 2003 – Ulubiony męski artysta pop/rock
- 2003 – Ulubiony album pop/rock, za The Eminem Show
- 2003 – Ulubiony męski artysta hip-hop/R&B
- 2003 – Ulubiony album hip-hop/R&B, za The Eminem Show
- 2005 – Ulubiony męski artysta hip-hop/R&B
- 2006 – Ulubiony męski artysta hip-hop/R&B